# Никифоров, Алексей Михайлович
Алексе́й Миха́йлович Никифоров (8 апреля 1956, Ленинград — 11 мая 2006, Санкт-Петербург) — советский и российский врач-радиолог, доктор медицинских наук (1994), профессор (1998), член-корреспондент РАМН (2005).

## Биография
В 1986—1987 годах Никифоров вместе с другими специалистами участвовал в ликвидации последствий аварии на Чернобыльской АЭС.
В 2006 году по инициативе Никифорова в Санкт-Петербурге был основан ФГБУ «Всероссийский центр экстренной и радиационной медицины» (ВЦЭРМ МЧС России). Алексей Михайлович стал первым директором центра. Также по инициативе Никифорова как филиал ВЦЭРМ в Москве был основан Центр экстренной психологической поддержки МЧС России. В этом же году Никифоров скоропостижно умер, и ВЦЭРМ было присвоено его имя. В память от основателе установлена мемориальная доска.
В 2016 году на территории ВЦЭРМ был открыт памятник Никифорову.
Никифоров является автором более 200 научных работ.

## Награды
- Заслуженный врач Российской Федерации[3][1]
- Лауреат премии МЧС России за научные и технические разработки[3]
- Знак МЧС России «За заслуги»[3]
- Почётный знак МЧС России[3]
- серебряная медаль и дипломом Всемирного салона изобретений за «Способ экспресс-выявления облученных пациентов с повышенными частотами хромосомных аберраций» (Брюссель, 2000)[3]
- золотая медаль и дипломом за «Систему информационного обеспечения медико-социальной защиты специалистов с высоким риском утраты здоровья и жизни» (Брюссель, 2001)[3]